# Västra Molntjärnen
Västra Molntjärnen är en sjö i Torsby kommun i Värmland och ingår i Göta älvs huvudavrinningsområde. Sjön är 10,5 meter djup, har en yta på 0,0875 kvadratkilometer och befinner sig 300,5 meter över havet.

## Delavrinningsområde
Västra Molntjärnen ingår i det delavrinningsområde (670620-135736) som SMHI kallar för Ovan VDRID = Värån i Göta älvs vattendragsyta. Medelhöjden är 251 meter över havet och ytan är 60,11 kvadratkilometer. Räknas de 224 avrinningsområdena uppströms in blir den ackumulerade arean 7 761,68 kvadratkilometer. Avrinningsområdets utflöde Göta älv (Röa) mynnar i havet. Avrinningsområdet består mestadels av skog (70 procent) och öppen mark (11 procent). Avrinningsområdet har 2,12 kvadratkilometer vattenytor vilket ger det en sjöprocent på 3,5 procent. Bebyggelsen i området täcker en yta av 1,58 kvadratkilometer eller 3 procent av avrinningsområdet.